# Janet Munro
Janet Munro (28 de setembro de 1934 – 6 de dezembro de 1972) foi uma atriz britânica, ativa entre as décadas de 1950 e 1970.

## Carreira
Janet Munro protagonizou três filmes da Disney, Darby O'Gill and the Little People (1959), Third Man on the Mountain (1959) e Swiss Family Robinson (1960), assim como The Horsemasters (1961), uma séria semanal da mesma empresa. Participou em outros títulos como The Trollenberg Terror (1958) e The Day the Earth Caught Fire (1961).

## Vida pessoal
Nascida como Janet Neilson Horsburgh, filha do comediante escocês Alex Munroy (Alexander Neilson Horsburgh) e sua mulher, Phyllis Robertshaw, em Blackpool, Lancashire, a 1934.
Janet foi casada com Tony Wright de 1956 até 1959. Com Ian Hendry em 1963, com quem teve dois filhos, Sally e Corrie. Eles divorciaram em 1971.
Morreu em 1972, de ataque cardíaco no Hospital Whittington, ao norte de Londres, com a idade de 38 anos.

## Filmografia selecionada
- Small Hotel (1957)
- Darby O'Gill and the Little People (1959)
- Swiss Family Robinson (1960)
- Play for Today (1971)
- Adam Smith (1972)

## Prêmios e nomeações
BAFTA
- 1963: Nomeada, "Melhor atriz" - Life for Ruth

Globo de Ouro
- 1960: Vencedora, "Melhor atriz revelação"